# 10930 Jinyong
10930 Jinyong è un asteroide della fascia principale. Scoperto nel 1998, presenta un'orbita caratterizzata da un semiasse maggiore pari a 3,0543151 UA e da un'eccentricità di 0,1007061, inclinata di 10,23432° rispetto all'eclittica.